# Calicnemis latreillii
Calicnemis latrellii (Castelnau, 1832) è un coleottero appartenente alla vasta famiglia degli scarabaeidae e alla sottofamiglia dei dynastinae.

## Descrizione

### Adulto
Gli adulti di C. latreillii si presentano come coleotteri di medie dimensioni (13-19 mm) di color marroncino chiaro, per quanto riguarda le elitre, mentre il pronoto è di un colore più scuro. La specie non è caratterizzata da un notevole dimorfismo sessuale: i maschi sono contraddistinti per la presenza di un piccolo corno al centro del pronoto, assente nelle femmine. Le zampe sono tarchiate e relativamente lunghe. La parte inferiore del corpo dell'insetto presenta una peluria sviluppata.

### Larva
Le larve sono della tipica forma a "C", con testa e zampe sclerificate per consentirgli di muoversi più agevolmente nella sabbia. La testa presenta un paio di robuste mandibole utilizzate dall'insetto per frantumare il cibo. Lungo i fianchi esse presentano dei forellini chitinosi che costituiscono l'apparato respiratorio dell'insetto.

## Biologia
Gli adulti sono di abitudini crepuscolari e notturne. Compaiono ad inizio primavera e sono visibili in ambienti sabbiosi, come le coste di laghi o fiumi. Le larve, invece, rimangono sotto la sabbia nutrendosi verosimilmente del legno morto che vi si è accumulato al di sotto.

## Conservazione
C. latreillii è segnalato come specie vulnerabile all'estinzione dalla Lista rossa IUCN.